# Adrián Chávez
Adrián Chávez Ortiz (Mexikóváros, 1962. június 27. – ) mexikói válogatott labdarúgókapus. 

## Pályafutása

### Klubcsapatban
Mexikóvárosban született. 1981-ben az Atlético Español csapatában kezdte a pályafutását. 1988 és 1995 között a Club Necaxa játékosa volt. 1986 és 1996 között több, mint 300 mérkőzésen védte a Club América kapuját, melynek színeiben három alkalommal nyerte meg a CONCACAF-bajnokok kupáját és két alkalommal bajnokságot és a szuperkupát is megnyerte. Később játszott még a Atlético Celaya (1996–97), a Club León (1997–98) és a Cruz Azul együttesében (1998–99). 2000-ben a Club León csapatában fejezte be a pályafutását.  

### A válogatottban
1988 és 1994 között 7 alkalommal szerepelt az mexikói válogatottban. Részt vett az 1994-es világbajnokságon, de nem lépett pályára egyetlen mérkőzésen sem, illetve tagja volt az 1991-es CONCACAF-aranykupán és az 1995-ös konföderációs kupán bronzérmes csapatnak is. 

## Sikerei, díjai
Club América
- CONCACAF-bajnokok kupája győztes (3): 1987, 1990, 1992
- Mexikói bajnok (2): 1987–88, 1988–89
- Mexikói szuperkupagyőztes (2): 1988, 1989
- Copa Interamericana győztes (1): 1991

Mexikó
- CONCACAF-aranykupa bronzérmes (1): 1991
- Konföderációs kupa bronzérmes (1): 1995